# 伊達池
伊達池（だていけ）は岡山県玉野市田井にあるため池である。堤高14.4m、堤頂長83m、総貯水量350,000m3。

## 地理
清水川（瀬戸内海に注ぐ）が接続されている。また、国道30号の橋がかかっている。玉野市は乾燥して降水量が少ない地域であるため、伊達池のほかにもたくさんのため池が存在する。

## 周辺
- 深山公園
- 備前田井駅